# Moukhtar Äliev
Pour les articles homonymes, voir Aliev (homonymie).
Moukhtar Äliouly Äliev (en kazakh : Мұхтар Әлиұлы Әлиев ; en russe : Мухтар Алиевич Алиев, Moukhtar Aliévitch Aliev), né en 1933 et mort le 12 janvier 2015, est un médecin et homme politique kazakh.
Moukhtar Äliev est chirurgien de profession. Il est ministre de la Santé du gouvernement de la République socialiste soviétique kazakhe de 1982 à 1987.
Äliev est membre de l'Académie. Il fait partie du conseil politique du parti Nour Otan.
Il est le père de Rakhat Aliev, l'ancien gendre du président Noursoultan Nazarbaïev.
En 2007, Rakhat fuit le Kazakhstan, recherché pour extorsion de fonds, enlèvement, violences et trahison. Moukhtar tente de s'enfuir le 21 août 2007 mais est rattrapé par la police. Il part toutefois pour Londres en mars 2008,.